# Microjassa litotes
Microjassa litotes är en kräftdjursart som beskrevs av J. L. Barnard 1954. Microjassa litotes ingår i släktet Microjassa och familjen Ischyroceridae. Inga underarter finns listade i Catalogue of Life.